# لي جونغ مين
لي جونغ مين (مواليد 8 مارس 1982) هو سبّاح كوري جنوبي، مثّل بلاده في الألعاب الأولمبية الصيفية 2000.

## روابط خارجية
لي جونغ مين على موقع الاتحاد الدولي للسباحة (الإنجليزية)
- لي جونغ مين على موقع أوليمبيديا (الإنجليزية)